# Хенри Форд
Хенри Форд (на английски: Henry Ford) е американски инженер и предприемач, основател на автомобилната корпорация „Форд“.
Усъвършенства последователно конвейерното производство в автомобилостроенето, въведено от Рансъм Ели Оулдс във фирмата „Олдсмобил“ през 1902 г., но в опростена форма. Концепцията на Форд за модерно строене на автомобил е революционна не само за индустриалните продукти, но и силно повлиява на модерната култура.

## Биография

### Ранни години
Хенри Форд е роден на 30 юли 1863 година в Грийнфийлд, днес част от Диърборн, в процъфтяващата ферма на своите родители. Баща му, Уилям Форд (1826—1905), е роден в ирландското графство Корк. Майка му, Мери Литого Форд, е родена в семейство на белгийски имигранти в Мичиган, но родителите ѝ умират, докато е малка, и е осиновена от ирландското семейство О'Хърн. Хенри Форд има две по-малки сестри, Маргарет Форд (1867-1938) и Джейн Форд (ок. 1868-1945), и двама по-малки братя, Уилям Форд (1871-1917) и Робърт Форд (1873-1934).
В близост до фермата на родителите си Форд има възможност да посещава само селското училище. Като дете много се интересува от механични части и детайли. Получил от баща си джобен часовник, на петднадесетгодишна възраст той многократно разглобява и сглобява часовниците на приятели и съседи и става известен с уменията си да поправя часовници.
Хенри Форд преживява тежко смъртта на майка си през 1876 година. Баща му очаква от него да наследи семейната ферма, но той не обича земеделската работа. През 1879 година напуска дома и отива да чиракува като механик в Детройт, първо във фирмата „Джеймс Ф. Флауър енд Брос“, а след това в „Детройт Драй Док Ко“. През 1882 година се връща във фермата на баща си и става специалист в работата с неговата преносима парна машина, производство на Уестингхаус. Малко по-късно той е нает от самите Уестингхаус, като работник по поддръжката на техните парни машини.
През 1888 година Хенри Форд се жени за Клара Ейла Брайънт (ок. 1865-1950), като се издържа със земеделска работа и ръководството на дъскорезница. Семейството има само едно дете, Едсел Форд (1893-1943).

### Работа като инженер
През 1891 година Форд постъпва на работа като инженер в Едисън Илюминейтинг Къмпани, фирма, основана от Томас Едисън, която по това време изгражда едни от първите електроцентрали в света. През 1893 година Форд е повишен в главен инженер и получава повече време и финансиране за работата си върху бензиновите двигатели. През 1896 година експериментите му се увенчават с успех със завършването на неговото първо самозадвижващо се превозно средство, Форд Куодрисайкъл, което изпробва на 4 юни. През следващите месеци той започва да търси начини за подобряването на Куодрисайкъл.
През същата 1896 година Форд присъства на среща на ръководството на компанията, където се запознава с Томас Едисън. Той одобрява неговите експерименти с автомобилите и, окуражен, Форд проектира и построява втората си кола, завършена през 1898 година.

### Създаване на Форд Мотър Къмпани
На 5 август 1899 година, с финансовата подкрепа на детройтския магнат от дървообработващата промишленост Уилям Мърфи, Форд напуска Едисън Илюминейтинг и основава Детройтската автомобилна компания. Произведените автомобили са с по-ниско качество и по-висока цена от очакванията и през януари 1901 година дейността компанията е прекратена.
С помощта на Чайлд Уилс до октомври 1901 година Форд създава успешен модел с мощност 26 конски сили. След този успех Мърфи и някои други бивши инвеститори в Детройтската автомобилна компания основават на 30 ноември 1901 година нова фирма, Хенри Форд Къмпани, като Форд става главен инженер. Мърфи довежда като консултант в компанията Хенри Лийланд, в резултат на което Форд напуска през 1902 година, а фирмата е преименувана на Кадилак.
Форд получава подкрепата на своя стар познат Аликзандър Малкълмсън, търговец на въглища от Детройт и двамата създават дружеството за производство на автомобили Форд енд Малкълмсън. Форд се заема с разработването на евтин автомобил, като двамата наемат производствени помещения и сключват договор за доставка на части с предприятието на братята Джон Франсис Додж и Хорас Елджин Додж.
Първоначално продажбите не потръгват и предприятието е изправено пред криза, когато трябва да плати на Додж първата доставка. Тогава Малкълмсън привлича нова група инвеститори и убеждава братята Додж да приемат дял от фирмата срещу вземанията си от нея. На 16 юни 1903 година Форд енд Малкълмсън е преобразувана във Форд Мотър Къмпани, дружество с капитал 28 хиляди долара. Сред основателите му са Форд и Малкълмсън, братята Додж, чичото на МалкълмсънДжон Грей, адвоката Хорас Ракам и бъдещия сенатор Джеймс Каузънс.
Форд прави демонстрация на новоконструиран модел върху леда на езерото Сейнт Клеър, изминава една миля за 39,4 секунди и подобрява световния рекорд за бързина, достигайки скорост от 147 km/h. Убеден от този успех, състезателят Барни Олдфийлд дава на модела името 999, в чест на известен локомотив, и предприема демонстрационна обиколка с него из цялата страна.

### Възходът на Форд

#### Модел T
На 1 октомври 1908 година Форд пуска на пазара своя Модел T, който се превръща в изключителен успех, ставайки първият масово произвеждан модел автомобили и утвърждава компанията като лидер в автомобилната промишленост. Воланът е разположен отляво, което и другите компании скоро почват да копират. Целият двигател и трансмисията са затворени, четирите цилиндъра на мотора са отлети като един общ блок, а окачването е с две полуелиптични пружини. Колата е лесна за управление и с проста и евтина поддръжка. През 1908 година цената ѝ е едва 825 долара и намалява през всяка следваща година, което прави моделът толкова популярен, че до 20-те години преобладаващата част от американските шофьори се учат да шофират с Модел Т.
През 1914 година броят на продадените автомобили от Модел T надхвърля четвърт милион. През 1916 година цената на базовия модел е намалена на 360 долара, а продажбите достигат 472 хиляди броя. Преизчислена през индекса на потребителските цени тази цена съответства на 7020 долара от 2008 година. През 1918 година половината от всички автомобили в Съединените щати са Форд Модел T, който продължава да се продава с много ограничен набор от опции. Както пише Форд в своята автобиография, „всеки клиент може да има кола в цвят по свой избор, стига той да е черен“. Преди въвеждането на конвейера, който налага черния цвят, поради по-бързото му изсъхване, Модел T се продава и в други цветове, включително в червено. Конструкцията на Модел T е енергично популяризирана и защитавана от Хенри Форд и производството му продължава до 1927 година, като общият брой на произведените коли достига 15 007 034 броя, рекорд, достигнат само за 19 години производство на модела и останал ненадминат през следващите 45 години.

#### Технологични и организационни нововъведения
С извеждането на Модел T на пазара Хенри Форд организира широка рекламна кампания в Детройт, като във всеки вестник се публикуват репортажи и реклами за новия продукт. Създадената мрежа от местни дилъри дава възможност колата да бъде купена в практически всеки град на Северна Америка. Дилърите са независими предприятия, организирани на принципа на франчайзинга и полагат значителни усилия за популяризирането не само на марката Форд, но и на самата идея за използването на автомобила. В цялата страна се появяват автомобилни клубове, които помагат на новите шофьори и окуражават автомобилния туризъм. От самото начало една от целите на Форд е да продава автомобила на селяните, които го използват по работа. В резултат на тези усилия продажбите нарастват рязко, като в продължение на няколко години се удвояват спрямо предходната година.
През 1911 година Хенри Форд става един от първите инвеститори на състезанията Инди 500.
Стремейки се непрекъснато към по-голяма ефективност и по-ниска себестойност, през 1913 година Хенри Форд въвежда в заводите си конвейера, който довежда до силно нарастване на производителността. Въпреки че често идеята за това нововъведение е приписвана на самия Форд, в действителност конвейерът е разработен от неговите служители Кларънс Ейвъри, Питър Мартин, Чарлс Соренсен и Чайлд Уилс.
На 5 януари 1914 година Форд предизвиква истинска сензация, като въвежда петдневна работна седмица и увеличава над два пъти минималната дневната надница за квалифицирани работници до 5 долара (над 150 лева приведени към 2011 година). По това време заплатите в Детройт вече са относително високи, като конкуриращите се производители на автомобили се борят за привличането на най-добрите работници, а като грижа за работниците разпорежда на входа на завода да се постави надписът „Помни, че Бог е създал човека без резервни части“.
Шумно популяризираното рязко повишаване на надниците дава много добър резултат – постоянното текучество е преустановено и най-добрите механици се стичат във Форд, носейки със себе си човешки капитал и умения, повишавайки производителността и намалявайки разходите за обучение. В допълнение към това в заводите Форд е въведен осемчасов работен ден, първоначално при шестдневна, а по-късно при петдневна работна седмица. По-късно Форд описва политиката за по-високи надници като форма на споделяне на печалбата и сочи като допълнителна полза нарастването на потреблението - с по-високите заплати работниците имат възможност да купят автомобили, увеличавайки по този начин търсенето.
По-високото заплащане се отнася за работници, които работят в компанията поне от шест месеца и освен това са одобрени от специален социален отдел на предприятието. При въвеждането на системата отделът включва 50 инспектори, които проверяват работниците за нежелателно поведение – пиянство, хазарт, недостатъчни грижи за децата. Тази намеса в личния живот предизвиква много критики и скоро е премахната. През 1922 година Форд пише: „Патернализмът няма място в индустрията. Социална дейност, която се състои в ровене в личните проблеми на служителите, е отживяла времето си.“.

#### Пацифистка дейност
Хенри Форд е принципен противник на войната, която смята за огромно разхищение на ресурси. През 1915 година, в началото на Първата световна война, той финансира пътуването на кораб на мира до Европа. Самият той, неговият свещеник и ръководител на социологическия отдел на компанията Самюъл Маркис и други 170 известни пацифисти заминават за неутралните Швеция и Нидерландия, където трябва да се срещнат с местни пацифисти и да изразят своята подкрепа. Форд напуска кораба веднага след пристигането в Швеция, за което става обект на множество подигравки.
В същото време заводите на Форд във Великобритания продължават да произвеждат трактори, камиони и самолетни двигатели, с което подпомагат военните усилия на Антантата. След влизането във войната на Съединените щати, компанията става основен доставчик на военна техника, най-вече на двигатели за авиацията и военноморския флот.
По искане на президента Удроу Уилсън през 1918 година Хенри Форд се кандидатира от името на Демократическата партия за сенатор от щата Мичиган. Уилсън му прави това предложение, смятайки че Форд с пацифистките си възгледи би подкрепял неговата идея за създаване на Общество на народите. Самият Форд не е ентусиазиран от предложението и отговаря на президента: „Ако искат да ме изберат, нека да го направят, но аз няма да вложа в това и едно пени“. Въпреки това той се кандидатира, като не му достигат 4500 гласа от общо подадените над 400 хиляди, за да бъде избран.

### Междувоенен период

#### Развитие на компанията
През декември 1918 година Хенри Форд се оттегля от поста президент на Форд Мотър Къмпани и мястото му е заето от неговия син Едсел Форд. Той основава нова компания, Хенри Форд и син, и демонстративно се премества в нея заедно с най-добрите си служители. Целта му е да предизвика паника сред акционерите на Форд Мотър Къмпани и да изкупи дяловете им в компанията. Ходът се оказва успешен и Хенри и Едсел Форд придобиват пълен контрол над Форд Мотър Къмпани.
В средата на 20-те години продажбите на Модел T започват да намаляват в резултат на засилващата се конкуренция. Други производители на автомобили предлагат на клиентите изгодни финансови планове, а самите коли включват различни технически подобрения и нововъведения в дизайна. Въпреки настояванията на сина си, Хенри Форд упорито отказва да включи някои от тези елементи в Модел T или да предложи продажби на изплащане.
Едва през 1926 година намалелите продажби на Модел T убеждават Форд да започне разработката на нов модел. В проекта са вложени значителни усилия, като Хенри Форд се занимава предимно с техническата част, а Едсел Форд – с дизайна, като успява да убеди баща си да използват скоростна кутия с плъзгащи се валове. Резултатът е представеният в края на 1927 година успешен Модел A. Той се произвежда до 1931 година, като са произведени общо над 4 милиона автомобила. След това Форд Мотор Къмпани започва да използва система на ежегодна смяна на модела, подобна на въведената малко преди това от техния конкурент Дженерал Мотърс. Едва през 30-те години Хенри Форд преодолява своята неприязън към финансовите предприятия и създава Юнивърсал Кредит Корпорейшън, която през следващите години е водеща компания в кредитирането на продажбите на коли.
През 1925 година Форд придобива самолетостроителната компания Стаут Метал Еърплейн. Нейният най-успешен модел е Форд Тримотор от 1926 година, който става първият успешен американски самолет за пътнически превози. Той има 12 места за пътници с доста ограничен комфорт и силно наподобява германския Фокер V.VII-3m, като според някои изследователи е директно прекопиран от него. За производството му е използвана новата алуминиева сплав алклад, която има по-добра устойчивост на корозия от дуралуминия. Модификации на самолета са използвани и от американската армия. Произведени са общо 199 броя, като през 1933 година, по време на Голямата депресия, Форд закриват самолетостроителното си подразделение.

#### Отношения с профсъюзите
Хенри Форд е известен като яростен противник на профсъюзите. Той обяснява възгледите си по този въпрос със силното влияние върху дейността им на профсъюзните ръководства, които, въпреки добрите си намерения, нанасят повече вреда на работниците. Той остро критикува стремежа на профсъюзите да ограничат производителността на труда като средство за увеличаване на заетостта, тъй като според него нарастването на производителността е необходимо условие за стопански просперитет. Форд смята, че подобренията в производителността, които правят някои работни места ненужни, в същото време стимулират икономиката като цяло и по този начин водят до поява на нови работни места, в същото или в други предприятия.
Форд смята също, че профсъюзните ръководители, особено прокомунистически ориентираните, имат стимули да поддържат постоянна обществено-икономическа криза с цел да поддържат собственото си влияние. От друга страна, според него умните ръководители на предприятия имат стимули да подобряват положението на работниците, защото по този начин увеличават собствените си печалби, макар че признава, че много ръководители са некомпетентни и не осъзнават този факт.
За да предотврати профсъюзната дейност в собственото си предприятие, през 20-те години Хенри Форд назначава бившия боксьор Хари Бенет за ръководител на отдела по сигурността. Бенет прилага разнообразни средства за натиск, за да предотврати създаването на профсъюзна организация в заводите на Форд. Най-известен е инцидентът от 1937 година, известен като Битка на пасарелката, при който служители на охраната на Форд нанасят побой на профсъюзни активисти, опитващи се да раздават листовки близо до един от входовете на завод на компанията.
От края на 30-те години Едсел Форд прави опити да въведе някаква форма на колективно договаряне с профсъюзите, за да намали периодичните изблици на насилие и прекъсванията в работата, но Хенри Форд твърдо отказва да се съгласи. В продължение на няколко години той поверява на Хари Бенет задачата да преговаря с профсъюзите за евентуално създаване на тяхна организация, като по този начин се стреми да предотврати достигането до споразумение. До създаване на профсъюзна организация се стига едва през 1941 година след продължителна седяща стачка. Форд отново упорито отказва да отстъпи, като дори разглежда възможността да закрие компанията, но се отказва от намеренията си, след като съпругата му го заплашва с развод.

#### Обществена дейност
В края на Първата световна война личният секретар на Хенри Форд Ърнест Лайболд купува малък местен седмичен вестник, Диърборн Индипендънт, на който е редактор до 1927 година. През този период изданието е тясно свързано с Форд, като самият той публикува в него множество статии. Част от публикациите на вестника имат подчертано антисемитски характер. Под ръководството на Форд вестникът достига тираж от 700 хиляди екземпляра, а самият Хенри Форд се превръща в „уважаван говорител на крайнодесния екстремизъм и религиозните предразсъдъци“.
В поредица издания на Диърборн Индипендънт е публикуван антисемитския сборник „Протоколи на Ционските мъдреци“, което дава решителен тласък за неговото популяризиране извън Русия, където е съставен. По време на тези публикации британският вестник Таймс анализира текста на сборника и оспорва неговата автентичност. По този повод в началото на 1921 година Хенри Форд заявява: „Единственото изявление, което бих направил за „Протоколите“ е, че те съвпадат с това, което се случва“. „Протоколи на Ционските мъдреци“ и други антиеврейски публикации в Диърборн Индипендънт са публикувани в голям тираж и отделно като сборник от четири части, озаглавен „Международният евреин“.
Немски преводи на „Международният евреин“ оказват значително влияние и върху германския антисемитизъм. Самият Адолф Хитлер има високо мнение за Хенри Форд и в началото на 20-те години държи негов портрет в кабинета си. Форд е и единственият американец, споменат в книгата на Хитлер „Моята борба“. Освен от антисемитизма на Форд, Хитлер е повлиян и от неговия индустриален патернализъм, а концепцията за евтиния масов автомобил, реализирана чрез Модел T, заляга в основата на проекта за създаване на Фолксваген. През 1924 година Курт Лудеке, представител на Адолф Хитлер, се среща с Форд и се опитва да получи финансова помощ за германските националсоциалисти, но изглежда без успех.
Крайните възгледи на Хенри Форд предизвикват критика сред либералните кръгове и еврейската общност, като дори са организирани кампании за бойкот на продуктите на неговата компания. През 1927 година еврейският общественик Аарон Сапиро завежда дело за клевета срещу Форд за негови публикации в Диърборн Индипендънт. По време на процеса Хенри Форд отрича да е писал статиите, въпреки че те са подписани с неговото име. В края на годината той се извинява публично за публикациите и прекратява издаването на Диърборн Индипендънт. През 1942 година Форд успява да забрани по съдебен път по-нататъшното разпространение на „Международният евреин“, въпреки че не притежава авторски права върху цялото съдържание.

### Последни години
Хенри Форд през целия си живот е противник на войната и вярва, че международният бизнес е способен да създаде просперитет, който да сложи край на всички войни. При започването на Втората световна война през 1939 година той заявява, че народите по света отново са измамени. В същото време той не е привърженик на изолационисткото движение в Съединените щати през 1939-1941 година, като осъзнава нуждата Великобритания да бъде подпомогната с въоръжение.
След започването на Втората световна война и влизането на Съединените щати в нея голяма част от автомобилостроителната промишленост е реорганизирана, като производството се насочва към нуждите на армията, а президентът Франклин Рузвелт сочи Детройт като важна част от „Арсенала на демокрацията“. Важна роля във военните усилия играе и Форд Мотор Къмпани.
От 1941 година инженерите на Форд изграждат напълно новия завод Уилоу Рън край Детройт, предназначен за производство на разработения от калифорнийската компания Консолидейтид Еъркрафт бомбардировач B-24 Либерейтър. По това време това е най-голямото промишлено хале в света с площ над 330 хиляди квадратни метра. Основавайки се на опита на Форд в серийното производство, съоръжението, започнало работа през август 1943 година, успява да произвежда по един самолет на час, вместо по-ранните темпове от един на ден. В периода на най-усилена работа през 1944 година Уилоу Рън произвежда до 650 самолета на месец. B-24 се превръща в най-масовия самолет на съюзниците по време на Втората световна война и до днес остава най-произвежданият американски военен самолет. Около половината от над 18-те хиляди B-24 да произведени от Форд в Уилоу Рън, като към края на войната заводът достига до 70% от произвежданите самолети от този модел.
След поредица от мозъчни удари още в края на 30-те години Хенри Форд става все по-сенилен и постепенно се превръща в чисто номинален ръководител на компанията, като повечето решения се взимат от други хора. След ранната смърт на сина му Едсел Форд през 1943 година Хенри Форд отново оглавява номинално Форд Мотър Къмпани, но в действителност тя се управлява от група висши служители, начело с Чарлз Соренсен и Хари Бенет. Некомпетентността на Форд в разгара на Втората световна война предизвиква дори обсъждания в политическите кръгове за неговото отстраняване чрез пряка намеса на правителството или чрез вътрешен преврат в ръководството на компанията, но до края на войната така и не се стига до реални действия.
След края на Втората световна война Форд Мотър Къмпани е изправена пред опасността от фалит и вдовицата на Едсел Форд организира отстраняването на Хенри Форд от ръководството. На 21 септември 1945 година на негово място е избран внукът му Хенри Форд II, който отстранява Соренсен и Бенет и поема пълен контрол над предприятието.
Хенри Форд умира на 7 април 1947 година в Диърборн на 83 години. Погребан е в Гробище Форд в Детройт.

## Книга
Форд също така пише и книга, наречена: „Моят Живот и моите успехи“. В нея той разказва за своите виждания за живота, труда и начина му на мислене.